# Tambürlihaus

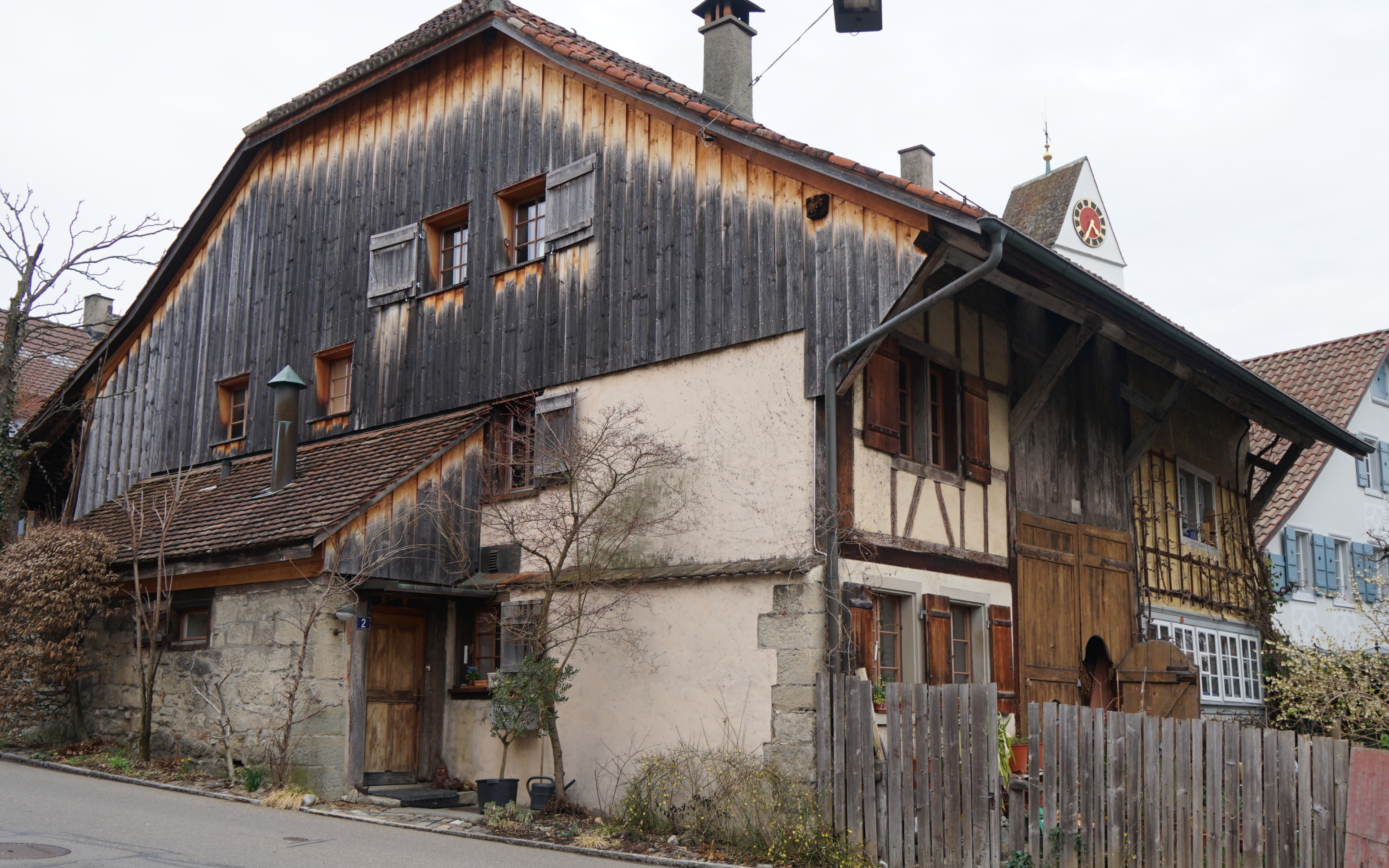
Tambürlihaus, 2023

Das Tambürlihaus in Winterthur im Schweizer Kanton Zürich wurde 1563 errichtet. Das Wohnhaus im Stadtteil Veltheim (Kreis 5) ist ein ehemaliges Bauernhaus und Denkmalschutzobjekt.

## Denkmalschutz, Lage und Bedeutung
Das «Inventar schutzwürdiger Bauten» verzeichnet das «Tambürlihaus» in der Trottenstrasse «2» (ehemaliger Stall) und «4» (Tenn und ehemaliger Wohnteil) als «Schutzobjekt kommunal» mit dem Baujahr «1563». Zur historischen Nahumgebung, die «nahezu vollständig erhalten» blieb, gehören die häuser Trottenstrasse «1» und «5» sowie Ausserdorfstrasse «2/2a»: Das ehemalige Schulhaus von 1760 (heute «Bibliothek Veltheim»), ein turmähnliches Wohngebäude von 1100 sowie ein Bauernhaus von 1750. Letzteres ist ein «Schutzobjekt kommunal», die beiden anderen sind «Inventarobjekte kommunal» wie auch die weiteren umgebenden Häusern aus den Jahren von 1750 bis 1899. Die Konstruktionselemente des «mächtigen» Mehrreihenständerbaus und die originale Dachabdeckung mit Rundziegeln gelten als «gut erhalten». Der Bautybus ist heute selten, war aber zur Zeit der Errichtung in der Region gebräuchlich.

## Geschichte
Eine Bauinschrift an den Bügen der südlichen Flugpfetten nennt 1563 als Jahr der Erbauung. Grundbucheinträge sind bis 1704 belegt. Im folgenden Jahr erwarb es Salomon Siegrist für 350 Gulden aus dem gemeinschaftlichen Besitz mit seinem Bruder Jacob. Die Liegenschaft wird 1836 als «Hofstatt mit Haus, Scheune, Stall, Schopf, Schweineställe und Krautgarten» beschrieben. Es lag am «Steig» (heute Trottenstrasse), der zu den «Äckern und Reben» führte, nahe der der ehemaligen Landstrasse (Bachtelstrasse). Namensgebend wurde der Nachrichten-Tambour Johann Jakob Siegrist-Siegrist, der das Gebäude am 21. September 1863 erwarb. Es diente zuletzt den Landwirtinnen «Tambour-Marie» und «Tambour-Elsi» aus der Familie Siegrist als Mehrzweckbauernhaus für Ackerbau, Viehzucht und Rebbau. Sie veräusserten es am 7. Juli 1952.
Später nutzte es der Gartenarchitekt und Unternehmer Ernst Meili als Unterkunft für Saisoniers. Nachdem es «nicht mehr richtig unterhalten» worden und leer gestanden war, wurde es 1994 versteigert. Die folgende Renovation der Erwerberin gilt als «gelungen und stilvoll». Der beauftragte Architekt arbeitete eng mit der Denkmalpflege zusammen.

## Beschreibung
Der Mehrreihenständerbau blieb auch nach der Renovation zweigeteilt: Im Westteil wurde im und über dem ehemaligen Stall eine 3-Zimmer-Wohnung erhalten. Im östlichen Teil mit Tenn und ehemaligen Wohnteil wurde bis 1997 eine Wohnung mit vier Zimmern angelegt.

## Belege
1. 1 2  stadtplan.winterthur.ch: Inventar schutzwürdiger Bauten. (abgerufen am 6. März 2024)
2. 1 2 3 4 5  Tambürlihaus im Winterthur Glossar. (15. Februar 2023, abgerufen am 6. März 2024)

Koordinaten: 47° 30′ 34,2″ N, 8° 42′ 58″ O; CH1903: 696235 / 262868